# Fußball-Club Bayern München 2024-2025 (femminile)
Questa voce raccoglie le informazioni riguardanti il Bayern Monaco nelle competizioni ufficiali della stagione 2024-2025.

## Stagione
Nella stagione 2024-2025 il Bayern Monaco, allenato da Alexander Straus, concluse il campionato di Frauen Bundesliga al 1º posto. In Coppa di Germania il Bayern Monaco vince la finale superando il Werder Brema per 4-2 conquistando il trofeo per la seconda volta nella sua storia sportiva. In Champions League dopo essere riuscito a superare la fase a gironi al secondo posto, perde la doppia sfida con le francesi dell'Olympique Lione ai quarti di finale venendo eliminato dalla competizione.

## Divise e sponsor
Le divise presentavano la stessa grafica della squadra maschile del Bayern Monaco. Main sponsor era la società di servizi assicurativi e finanziari Allianz mentre quello tecnico, fornitore delle tenute da gioco, era Adidas.
| Casa | Trasferta | Terza divisa |

## Rosa
Rosa, ruoli e numeri di maglia tratti dal sito ufficiale, aggiornati al 4 febbraio 2025
| N. |                     | Ruolo | Calciatrice                          |
| -- | ------------------- | ----- | ------------------------------------ |
| 1  | Germania (bandiera) | P     | Maria Luisa Grohs                    |
| 2  | Svezia (bandiera)   | D     | Linda Sembrant                       |
| 4  | Islanda (bandiera)  | D     | Glódís Perla Viggósdóttir (capitano) |
| 5  | Svezia (bandiera)   | D     | Magdalena Eriksson                   |
| 6  | Norvegia (bandiera) | D     | Tuva Hansen                          |
| 7  | Germania (bandiera) | D     | Giulia Gwinn                         |
| 8  | Germania (bandiera) | C     | Lena Oberdorf                        |
| 9  | Serbia (bandiera)   | A     | Jovana Damnjanović                   |
| 10 | Germania (bandiera) | C     | Linda Dallmann                       |
| 11 | Germania (bandiera) | A     | Lea Schüller                         |
| 12 | Germania (bandiera) | C     | Sydney Lohmann                       |
| 13 | Brasile (bandiera)  | D     | Tainara                              |
| 14 | Germania (bandiera) | C     | Alara Şehitler                       |
| 15 | Colombia (bandiera) | D     | Ana María Guzmán                     |
| 16 | Svezia (bandiera)   | C     | Julia Zigiotti Olme                  |

| N. |                        | Ruolo | Calciatrice                     |
| -- | ---------------------- | ----- | ------------------------------- |
| 17 | Germania (bandiera)    | A     | Klara Bühl                      |
| 18 | Giappone (bandiera)    | C     | Momoko Tanikawa                 |
| 19 | Austria (bandiera)     | D     | Katharina Naschenweng           |
| 20 | Germania (bandiera)    | A     | Franziska Kett                  |
| 21 | Danimarca (bandiera)   | A     | Pernille Harder                 |
| 22 | Francia (bandiera)     | D     | Magou Doucouré                  |
| 24 | Polonia (bandiera)     | A     | Weronika Zawistowska            |
| 25 | Austria (bandiera)     | C     | Sarah Zadrazil (vice capitano)  |
| 26 | Scozia (bandiera)      | C     | Samantha Kerr                   |
| 27 | Italia (bandiera)      | C     | Arianna Caruso                  |
| 28 | Germania (bandiera)    | D     | Michelle Ulbrich                |
| 30 | Germania (bandiera)    | D     | Carolin Simon                   |
| 31 | Inghilterra (bandiera) | C     | Georgia Stanway (vice capitano) |
| 32 | Germania (bandiera)    | P     | Ena Mahmutovic                  |
| 41 | Germania (bandiera)    | P     | Anna Wellmann                   |

## Organigramma societario
Area tecnica
- Allenatore: Alexander Straus
- Allenatore in seconda: Clara Schöne
- Preparatore dei portieri: Michael Netolitzky
- Preparatori atletici: Hamid Masoum Beygi, Moritz Lemmle
- General manager: Bianca Rech
- Direttore tecnico: Francisco De Sá Fardilha
- Team manager: Nicole Rolser
- Medici sociali: Jan-Philipp Müller, Vanessa Pfetsch
- Fisioterapisti: Franziska Bachmaier, Larissa Hauenstein, Johannes Schöttl
- Match analyst: Finn Arnold-Brogan

## Calciomercato

### Sessione estiva
| Acquisti | Acquisti            | Acquisti        | Acquisti      |
| R.       | Nome                | da              | Modalità      |
| -------- | ------------------- | --------------- | ------------- |
| P        | Ena Mahmutovic      | MSV Duisburg    | [ 4 ]         |
| D        | Emilie Bragstad     | Bayern Monaco   | fine prestito |
| D        | Magou Doucouré      | Lilla           | [ 6 ]         |
| D        | Julia Landenberger  | RB Lipsia       | fine prestito |
| D        | Linda Sembrant      | Juventus        | definitivo    |
| C        | Lena Oberdorf       | Wolfsburg       | [ 10 ] [ 11 ] |
| C        | Julia Zigiotti Olme | Brighton & Hove | [ 12 ]        |
| A        | Natalia Padilla     | Colonia         | fine prestito |

| Cessioni | Cessioni                     | Cessioni         | Cessioni               |
| R.       | Nome                         | a                | Modalità               |
| -------- | ---------------------------- | ---------------- | ---------------------- |
| P        | Cecilía Rán Rúnarsdóttir     | Inter            | prestito               |
| D        | Inès Belloumou               | West Ham         | [ 15 ] [ 16 ]          |
| D        | Emilie Bragstad              | Bayer Leverkusen | definitivo             |
| D        | Julia Landenberger           | RB Lipsia        | definitivo             |
| D        | Linda Sembrant               | Juventus         | fine prestito          |
| C        | Jill Baijings                | Aston Villa      | prestito               |
| C        | Karólína Lea Vilhjálmsdóttir | Bayer Leverkusen | prolungamento prestito |
| A        | Natalia Padilla              | Siviglia         | prestito               |

### Sessione invernale
| Acquisti | Acquisti         | Acquisti      | Acquisti      |
| R.       | Nome             | da            | Modalità      |
| -------- | ---------------- | ------------- | ------------- |
| D        | Michelle Ulbrich | Werder Brema  | [ 20 ]        |
| C        | Momoko Tanikawa  | Rosengård     | fine prestito |
| C        | Arianna Caruso   | Bayern Monaco | prestito      |

| Cessioni | Cessioni         | Cessioni    | Cessioni |
| R.       | Nome             | a           | Modalità |
| -------- | ---------------- | ----------- | -------- |
| D        | Ana María Guzmán | Utah Royals | prestito |
| C        | Samantha Kerr    | Liverpool   | prestito |

## Risultati

### Frauen-Bundesliga

#### Girone di andata
| Arbitro: | Wildfeuer (Lützen) |

|  |           |                   |
|  | Marcatori | 22’, 85’ Sembrant |

| Arbitro: | Hussein (Bad Harzburg) |

|                                                            |           |                        |
| Dallmann 44’ Stanway 45+4’ Bühl 55’, 68’ Schüller 73’, 89’ | Marcatori | 3’, 76’ (rig.) Fudalla |

| Arbitro: | Lutz (Poppenhausen) |

|                                                         |           |           |
| Stanway 42’ (rig.) Harder 45+1’, 57’, 88’ Lohmann 90+3’ | Marcatori | 28’ Cerci |

| Arbitro: | Breier (Zerf) |

|  |           |                                                     |
|  | Marcatori | 26’ Schüller 71’ Stanway 85’ Harder 86’ Damnjanović |

| Arbitro: | Michel (Magonza) |

|          |           |  |
| Bühl 71’ | Marcatori |  |

| Arbitro: | Wildfeuer (Lützen) |

|                             |           |  |
| Endemann 5’ Beerensteyn 67’ | Marcatori |  |

| Arbitro: | Söder (Norimberga) |

|                            |           |                                              |
| Kramer 20’ Mickenhagen 51’ | Marcatori | 50’ Zadrazil 66’ (rig.) Stanway 90’ Şehitler |

| Arbitro: | Hussein (Bad Harzburg) |

|            |           |            |
| Harder 34’ | Marcatori | 68’ Anyomi |

| Arbitro: | Westerhoff (Bochum) |

|                    |           |                                |
| Karl 16’ Zicai 30’ | Marcatori | 50’ Şehitler 90+1’ Zawistowska |

| Arbitro: | Wacker (Lehrensteinsfeld) |

|                                                               |           |  |
| Viggósdóttir 19’ Bühl 29’ Schüller 81’, 90+4’ Damnjanović 82’ | Marcatori |  |

| Arbitro: | Wildfeuer (Lützen) |

|  |           |                          |
|  | Marcatori | 30’ Harder 90+3’ Stanway |

#### Girone di ritorno
| Arbitro: | Heidenreich (Bad Schwartau) |

|                |           |  |
| Simon 29’, 51’ | Marcatori |  |

| Arbitro: | Lutz (Poppenhausen) |

|  |           |              |
|  | Marcatori | 11’ Eriksson |

| Arbitro: | Michel (Magonza) |

|               |           |                                  |
| Grabowska 25’ | Marcatori | 34’ Bühl 71’ Şehitler 90’ Harder |

| Arbitro: | Schwermer (Ballenstedt) |

|            |           |  |
| Harder 16’ | Marcatori |  |

| Arbitro: | Wacker (Lehrensteinsfeld) |

|  |           |                                 |
|  | Marcatori | 8’ Simon 31’ Harder 55’ Lohmann |

| Arbitro: | Michel (Magonza) |

|                              |           |                 |
| Harder 13’, 47’ Schüller 69’ | Marcatori | 75’ Beerensteyn |

| Arbitro: | Hussein (Bad Harzburg) |

|                       |           |  |
| Bühl 56’ Schüller 68’ | Marcatori |  |

| Arbitro: | Wacker (Lehrensteinsfeld) |

|  |           |                                  |
|  | Marcatori | 12’ Schüller 29’ Bühl 48’ Harder |

| Arbitro: | Diekmann (Essen) |

|                                          |           |            |
| Schüller 21’ Harder 67’ Viggósdóttir 79’ | Marcatori | 28’ Fölmli |

| Arbitro: | Menzel (Hambrücken) |

|  |           |             |
|  | Marcatori | 89’ Ulbrich |

| Arbitro: | Lutz (Poppenhausen) |

|                              |           |  |
| Schüller 36’, 64’ Harder 45’ | Marcatori |  |

### DFB-Pokal
| Arbitro: | Menzel (Hambrücken) |

|  |           |                                                                                  |
|  | Marcatori | 6’ Damnjanović 25’ Stanway 58’ Dallmann 69’ Gwinn 72’ Zigiotti Olme 89’ Schüller |

| Arbitro: | Lutz (Poppenhausen) |

|           |           |                               |
| Zicai 62’ | Marcatori | 27’ (aut.) Felde 55’ Schüller |

| Arbitro: | Wildfeuer (Lützen) |

|                                                      |           |                  |
| Damnjanović 90’, 109’ Viggósdóttir 93’ Tanikawa 104’ | Marcatori | 80’ (aut.) Simon |

| Arbitro: | Schwermer (Ballenstedt) |

|                             |           |                         |
| Harder 35’, 40’ (rig.), 64’ | Marcatori | 14’ Memeti 24’ Delacauw |

| Arbitro: | Kost (Schwerte) |

|                                 |           |                                |
| Schüller 6’, 65’, 79’ Simon 30’ | Marcatori | 45+2’ Dieckmann 90+3’ Mühlhaus |

### UEFA Women's Champions League

#### Fase a gironi
| Arbitro: | Lehtovaara |

|                                                   |           |                          |
| Viggósdóttir 43’ Lohmann 56’ Harder 73’, 78’, 86’ | Marcatori | 30’ Caldentey 65’ Codina |

| Arbitro: | Projkovska |

|  |           |                         |
|  | Marcatori | 17’ Dallmann 73’ Harder |

| Arbitro: | Peşu |

|                                            |           |  |
| Harder 10’ Gwinn 17’ (rig.) Zadrazil 90+2’ | Marcatori |  |

| Arbitro: | Kikacheishvili |

|              |           |                 |
| Thorsnes 88’ | Marcatori | 75’ Damnjanović |

| Arbitro: | Frappart |

|                                                  |           |  |
| Damnjanović 22’ Harder 52’ Bühl 73’ Şehitler 82’ | Marcatori |  |

| Arbitro: | Olofsson |

|                                                       |           |                   |
| Viggósdóttir 7’ (aut.) Russo 59’ Caldentey 86’ (rig.) | Marcatori | 39’, 58’ Eriksson |

#### Fase a eliminazione diretta
| Arbitro: | Rivera Olmedo |

|  |           |                           |
|  | Marcatori | 35’ Chawinga 65’ Dumornay |

| Arbitro: | Demetrescu |

|                                                     |           |          |
| Dumornay 46’ Diani 54’ Chawinga 60’ Hegerberg 90+4’ | Marcatori | 33’ Bühl |

## Statistiche

### Statistiche di squadra
| Competizione         | Punti | In casa | In casa | In casa | In casa | In casa | In casa | In trasferta | In trasferta | In trasferta | In trasferta | In trasferta | In trasferta | Totale | Totale | Totale | Totale | Totale | Totale | DR  |
| Competizione         | Punti | G       | V       | N       | P       | Gf      | Gs      | G            | V            | N            | P            | Gf           | Gs           | G      | V      | N      | P      | Gf     | Gs     | DR  |
| -------------------- | ----- | ------- | ------- | ------- | ------- | ------- | ------- | ------------ | ------------ | ------------ | ------------ | ------------ | ------------ | ------ | ------ | ------ | ------ | ------ | ------ | --- |
| Frauen Bundesliga    | 59    | 11      | 10      | 1       | 0       | 32      | 6       | 11           | 9            | 1            | 1            | 24           | 7            | 22     | 19     | 2      | 1      | 56     | 13     | +43 |
| DFB-Pokal der Frauen | -     | 3       | 3       | 0       | 0       | 11      | 5       | 2            | 2            | 0            | 0            | 8            | 1            | 5      | 5      | 0      | 0      | 19     | 6      | +13 |
| Champions League     | -     | 4       | 3       | 0       | 1       | 12      | 4       | 4            | 1            | 1            | 2            | 6            | 8            | 8      | 4      | 1      | 3      | 18     | 12     | 6   |
| Totale               | -     | 18      | 16      | 1       | 1       | 55      | 15      | 17           | 12           | 2            | 3            | 28           | 16           | 35     | 28     | 3      | 4      | 93     | 31     | +62 |

### Andamento in campionato
| Giornata  | 1 | 2 | 3 | 4 | 5 | 6 | 7 | 8 | 9 | 10 | 11 | 12 | 13 | 14 | 15 | 16 | 17 | 18 | 19 | 20 | 21 | 22 |
| --------- | - | - | - | - | - | - | - | - | - | -- | -- | -- | -- | -- | -- | -- | -- | -- | -- | -- | -- | -- |
| Luogo     | T | C | C | T | C | T | T | C | T | C  | T  | C  | T  | T  | C  | T  | C  | C  | T  | C  | T  | C  |
| Risultato | V | V | V | V | V | P | V | N | N | V  | V  | V  | V  | V  | V  | V  | V  | V  | V  | V  | V  | V  |
| Posizione | 1 | 1 | 1 | 1 | 1 | 2 | 1 | 1 | 3 | 3  | 2  | 2  | 2  | 2  | 1  | 1  | 1  | 1  | 1  | 1  | 1  | 1  |

Legenda:

Luogo: C = Casa; T = Trasferta. Risultato: V = Vittoria; N = Pareggio; P = Sconfitta.

### Statistiche delle giocatrici
| Giocatore      | Frauen-Bundesliga | Frauen-Bundesliga | Frauen-Bundesliga | Frauen-Bundesliga | DFB-Pokal der Frauen | DFB-Pokal der Frauen | DFB-Pokal der Frauen | DFB-Pokal der Frauen | UEFA Champions League | UEFA Champions League | UEFA Champions League | UEFA Champions League | Totale   | Totale | Totale      | Totale     |
| Giocatore      | Presenze          | Reti              | Ammonizioni       | Espulsioni        | Presenze             | Reti                 | Ammonizioni          | Espulsioni           | Presenze              | Reti                  | Ammonizioni           | Espulsioni            | Presenze | Reti   | Ammonizioni | Espulsioni |
| -------------- | ----------------- | ----------------- | ----------------- | ----------------- | -------------------- | -------------------- | -------------------- | -------------------- | --------------------- | --------------------- | --------------------- | --------------------- | -------- | ------ | ----------- | ---------- |
| W. Zawistowska | 8                 | 1                 | 0                 | 0                 | 1                    | 0                    | 0                    | 0                    | 4                     | 0                     | 0                     | 0                     | 13       | 1      | 0           | 0          |